# SN 2002gq
SN 2002gq – supernowa typu II-pec odkryta 10 października 2002 roku w galaktyce A021029+0032. W momencie odkrycia miała maksymalną jasność 21,00m.